# قسطنطين جوزيف سميث
قسطنطين جوزيف سميث (بالإنجليزية: Constantine Joseph Smyth)‏ هو محامي وقاضي وسياسي أمريكي، ولد في 4 ديسمبر 1859 في مقاطعة كافان في جمهورية أيرلندا، وتوفي في 14 أبريل 1924 في واشنطن العاصمة في الولايات المتحدة. حزبياً، نشط في الحزب الديمقراطي. وقد انتخب قاضي محكمة الاستئناف الأمريكية للدائرة الاتحادية.